# سوسک دلقک
سوسک دلقک یا سوسک رنگارنگ (نام علمی: 'Acrocinus longimanus') گونه ای بزرگ جثه متعلق به سوسک‌های شاخدراز است و در قاره آمریکای شمالی و جنوبی (به ویژه از جنوب مکزیک تا مناطق استوایی برزیل) زندگی می کند. شکل ظاهری بال ها باعث شده این سوسک را سوسک دلقک یا رنگارنگ بنامند. طول بالغ‌ها تا ۷۶ میلی متر می رسد.

## تغذیه
سوسک دلقک از شیره گیاهان تغذیه می‌کند.

## تخم‌گذاری
این سوسک تخم‌های خود را بر روی تنه درختان مرده می‌ریزد. جنس ماده در خلال ۲ تا ۳ روز، ۱۵ تا ۲۰ تخم می‌گذارد.

## فعالیت
سوسک دلقک در طول روز فعال است و زیر نور مهتاب در شب‌ها جذاب به نظر می‌رسد.